# هانسوئرت
هانسوئرت (به هلندی: Hansweert) یک منطقهٔ مسکونی در هلند است که در شهرستان ریمرس‌وال واقع شده‌است. هانسوئرت ۱٬۶۸۵ نفر جمعیت دارد.